# Cementerio de Rahumäe
El cementerio de Rahumäe (en estonio: Rahumäe kalmistu) es un cementerio situado en Rahumäe en el distrito de Nõmme, en la ciudad de Tallin, capital de Estonia. Este cementerio municipal se estableció en 1903 en 29 hectáreas de tierra para satisfacer las necesidades de la creciente población de Tallin. Varias congregaciones están presentes, incluyendo una sección judía establecida en 1909. Este cementerio forestal se caracteriza por sus numerosas obras de esculturas y capillas presentes dentro de sus famosas instalaciones.